# Olena Pidhrushna
Olena Myjailivna Pidhrushna –en ucraniano, Олена Михайлівна Підгрушна– (Legnica, Polonia, 9 de enero de 1987) es una deportista ucraniana que compite en biatlón.
Participó en tres Juegos Olímpicos de Invierno, obteniendo una medalla de oro en Sochi 2014, en la prueba de relevos 4 × 6 km, el sexto lugar en Vancouver 2010 y el séptimo en Pekín 2022, en la misma prueba.
Ganó seis medallas en el Campeonato Mundial de Biatlón entre los años 2013 y 2021, y ocho medallas en el Campeonato Europeo de Biatlón entre los años 2009 y 2020.
Fue la abanderada de Ucrania en los Juegos de Pyeongchang 2018; sin embargo, no disputó ninguna prueba en esos Juegos.

## Palmarés internacional
| Juegos Olímpicos   | Juegos Olímpicos             | Juegos Olímpicos  | Juegos Olímpicos |
| Año                | Lugar                        | Medalla           | Prueba           |
| ------------------ | ---------------------------- | ----------------- | ---------------- |
| 2014               | Sochi (Rusia)                | Medalla de oro    | Relevo           |
| Campeonato Mundial |                              |                   |                  |
| Año                | Lugar                        | Medalla           | Prueba           |
| 2013               | Nové Město (República Checa) | Medalla de oro    | Velocidad        |
| 2013               | Nové Město (República Checa) | Medalla de plata  | Relevo           |
| 2013               | Nové Město (República Checa) | Medalla de bronce | Persecución      |
| 2017               | Hochfilzen (Austria)         | Medalla de plata  | Relevo           |
| 2020               | Anterselva (Italia)          | Medalla de bronce | Relevo           |
| 2021               | Pokljuka (Eslovenia)         | Medalla de bronce | Relevo           |
| Campeonato Europeo |                              |                   |                  |
| Año                | Lugar                        | Medalla           | Prueba           |
| 2009               | Ufá (Rusia)                  | Medalla de oro    | Relevo           |
| 2010               | Otepää (Estonia)             | Medalla de plata  | Relevo           |
| 2011               | Val Ridanna (Italia)         | Medalla de oro    | Relevo           |
| 2011               | Val Ridanna (Italia)         | Medalla de plata  | Individual       |
| 2012               | Osrblie (Eslovaquia)         | Medalla de oro    | Velocidad        |
| 2012               | Osrblie (Eslovaquia)         | Medalla de oro    | Persecución      |
| 2012               | Osrblie (Eslovaquia)         | Medalla de oro    | Relevo           |
| 2020               | Minsk-Raubichi (Bielorrusia) | Medalla de plata  | Supervelocidad   |